# Chris Lorenzo
Chris Lorenzo (* 4. Juli 1988 in Birmingham als Chris Lawrence) ist ein britischer DJ und Musikproduzent der Genres House und Bass House.

## Werdegang
Er arbeitete mit Künstlern wie Steve Aoki oder Skrillex zusammen, welche ihm mit seiner Karriere an Aufschwung verholfen.
Zurzeit arbeitet Lorenzo mit den Labels Night Bass und Insomniac zusammen, mit welchen er Singles wie Fly Kicks oder Nothing Better veröffentlichte.
2018 hatte Chris Lorenzo zusammen mit Chris Lake einen Auftritt auf dem EDC (Electronic Daisy Carnival) in Las Vegas.

## Diskografie

### Singles
- 2013: Oochie Bang (feat. Hannah Wants)[6]
- 2013: What I Want (feat. Hannah Wants)
- 2014: Girls (feat. Hannah Wants)
- 2014: Rhymes (feat. Hannah Wants, UK: Gold)
- 2015: Fly Kicks (feat. AC Slater)
- 2016: My Own
- 2016: I Wanne Be (feat. Katy B)
- 2016: Together
- 2017: Nothing Better (feat. Chris Lake)
- 2017: Gammy Elbow (feat. DJ Zinc)
- 2019: Concentrate (feat. Anti UP & Chris Lake)
- 2019: Every Morning
- 2019: Take Me As I Am (mit Streets, UK: Silber)
- 2020: Prove 2 U (feat. Alex Parkin)
- 2020: Introspective
- 2021: Full Of Love
- 2021: Sensational
- 2021: California Dreamin’ (feat. High Jinx)

### Remixe
- 2014: Delirious (Steve Aoki & Tujamo)[7]

## Auszeichnungen für Musikverkäufe
| Goldene Schallplatte - Brasilien - 2024: für die Single California Dreamin’ |

Anmerkung: Auszeichnungen in Ländern aus den Charttabellen bzw. Chartboxen sind in ebendiesen zu finden.
| Land/RegionAuszeichnungen für Musikverkäufe (Land/Region, Auszeichnungen, Verkäufe, Quellen) | Silber  | Gold     | Platin | Verkäufe | Quellen             |
| -------------------------------------------------------------------------------------------- | ------- | -------- | ------ | -------- | ------------------- |
| Brasilien (PMB)                                                                              | —       | Gold1    | —      | 20.000   | pro-musicabr.org.br |
| Vereinigtes Königreich (BPI)                                                                 | Silber1 | Gold1    | —      | 600.000  | bpi.co.uk           |
| Insgesamt                                                                                    | Silber1 | 2× Gold2 | —      |          |                     |